# Iperó
Iperó este un oraș în São Paulo (SP), Brazilia.